# Imeria longitarsis
Imeria longitarsis är en stekelart som först beskrevs av Cameron 1905.  Imeria longitarsis ingår i släktet Imeria och familjen brokparasitsteklar. Inga underarter finns listade i Catalogue of Life.